# Gmina Macukull
Gmina Macukull (alb. Komuna Macukull) – gmina  położona w środkowej części Albanii. Administracyjnie należy do okręgu Mat w obwodzie Dibra. W 2011 roku populacja gminy wynosiła 1565 w tym 799 kobiet oraz 766 mężczyzn, z czego Albańczycy stanowili 87,99% mieszkańców.
W skład gminy wchodzi pięć miejscowości: Macukull, Vig, Shqefën, Shëlli, Dejë-Macukull.